# 13º Gruppo acquisizione obiettivi "Aquileia"
Il 13º Gruppo acquisizione obiettivi "Aquileia", meglio conosciuto con l'acronimo di GRACO, è stato un reparto misto di artiglieria e paracadutisti dell'Esercito Italiano. Fondato nel 1959 e attivo fino al 1993, era inquadrato nella 3ª Brigata missili "Aquileia". Stanziato nella caserma "Ugo Passalacqua" di Verona, era un reparto specializzato nell'acquisizione di obiettivi nemici sia con aerei teleguidati che con paracadutisti.

## Storia

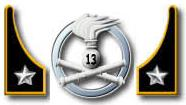
Mostrine e fregio del
13° Acquisizione Obiettivi

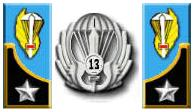
Mostrine e fregio della
Batteria Acquisizione Obiettivi

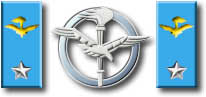
Mostrine e fregio della
Componente Aviazione Leggera.

### Concezione e Nascita
Per l'acquisizione degli obiettivi situati in territorio nemico e destinati ad essere distrutti dai missili e dall'artiglieria, il 1º ottobre 1959 venne costituito a Vicenza presso la Caserma "Antonio Chinotto", in seno alla III Brigata Missili, una plotone di paracadutisti denominata Distaccamento Speciale Paracadutisti Acquisizione Obiettivi.

Il 1º luglio 1960 cambiò nome, ingrandendosi, in 1ª Compagnia Ricognizione e Sorveglianza ed il 1º agosto 1960 diventò Battaglione Acquisizione Obiettivi, strutturandosi in:
- Compagnia Comando
- Compagnia Ricognizione e Sorveglianza
- Plotone Comando
  - Plotone Paracadutisti
  - Plotone Sorveglianza Aerea (con 6 aerei leggeri e 2 elicotteri)
    - Sezione Sorveglianza Aerea
    - Sezione Trasporti Aerei

  - Sezione Manutenzione Velivoli e Servizi Aeroportuali.

### Primi Anni e Droni
Il 1º gennaio 1961 prese il nome di XIII Gruppo Artiglieria da Ricognizione, strutturandosi in:
- Reparto Comando
- 1ª Batteria
- Sezione Aerei Leggeri (S.A.L.)

Il 31 agosto 1961 la S.A.L. fu sciolta e il 30 giugno 1962 ne venne riattivata una'altra S.A.L. da un Distaccamento dell'Aviazione Leggera dell'Esercito (A.L.E.) con Base all'Aeroporto di Verona-Boscomantico, equipaggiata con aerei leggeri SM-1019.
Il 1º settembre 1962 cambiò ancora denominazione in XIII Gruppo Acquisizione Obiettivi, strutturandosi in:
- Reparto Comando
- 1ª Batteria Paracadutisti
  - 1ª Sezione Paracadutisti
- Sezione Aerei Leggeri (S.A.L.)

Il 1º marzo 1963 il Gruppo si trasferì a Montorio Veronese presso la Caserma "M.O.V.M. Giovanni Duca".
Il 21 maggio 1964 si aggiunse una Sezione Aerei Teleguidati (S.A.T.), equipaggiata con ricognitori teleguidati (drone) AN/USD-1B (U.A.V. Unmanned Aerial Vehicle Northrop Ventura Radioplane RP-71 "Falconer" - MQM-57B).

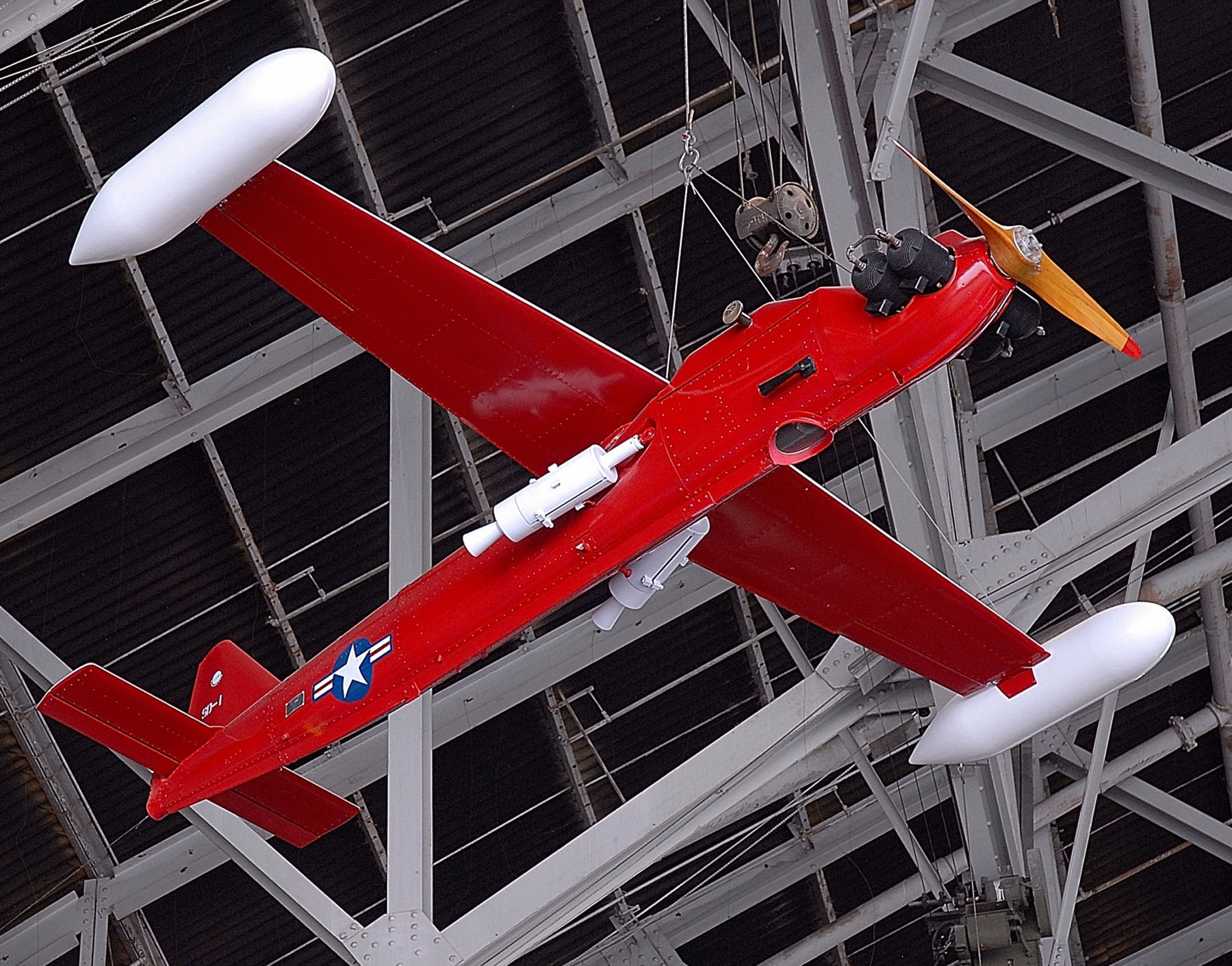
Drone AN/USD-1B
Unmanned Aerial Vehicle (UAV) Northrop Ventura Radioplane RP-71 "Falconer" - MQM-57B

### Arrivano gli Elicotteri
Il 15 dicembre 1966 venne attivata una Sezione Elicotteri di Uso Generale (S.E.U.G.), da un Distaccamento dell'Aviazione Leggera dell'Esercito con Base all'Aeroporto di Verona-Boscomantico, equipaggiata con elicotteri AB 204B; il Gruppo risultava così strutturato:
- Reparto Comando
- Batteria Paracadutisti
- Sezione Aerei Teleguidati (S.A.T.)
- Reparto Aviazione Leggera (R.A.L.)
  - Sezione Aerei Leggeri (S.A.L.)
  - Sezione Elicotteri di Uso Generale (S.E.U.G.)

Al XIII Gruppo Acquisizione Obiettivi venne assegnato lo STANAG 9030.

Nel 1967 il S.E.U.G. ricevette il primo elicottero AB 204B.

Nell'ottobre 1969 il Gruppo si trasferì a Verona presso la Caserma "Mastino della Scala".

Il 18 luglio 1973 il Gruppo perse il proprio Reparto Aviazione Leggera, che passò alle dirette dipendenze del Comando della III Brigata Missili.

Il 1º settembre 1973 il Gruppo si trasformò in XIII Gruppo Ricognizione ed Acquisizione Obiettivi, trasformando la S.A.T.  in Batteria Aerei Teleguidati (B.A.T.) 

Il 28 gennaio 1975 il Reparto Aviazione Leggera ritornò alle dipendenze del Gruppo, che si trasferì a Verona presso la Caserma "M.O.V.M. Ten. Ugo Passalacqua", mentre il R.A.L. rimase con base all'Aeroporto di Verona-Boscomantico.

1975 ca. Aeroporto di Verona-Boscomantico. Il generale C.A. Eugenio Rambaldi, comandante del 5º Corpo d'Armata, passa in rassegna reparti del GRACO e del GRAPE, seduto il generale Schiavi, comandante della Brigata missili

Il 1º ottobre 1975 il Gruppo cambiò ancora denominazione in 13º Gruppo Acquisizione Obiettivi "Aquileia" (Gr.Ac.O.) e strutturazione:
- Batteria Comando e Servizi (B.C.S.)
- Batteria Acquisizione Obiettivi (B.A.O.) "Pipistrelli" (circa un centinaio di uomini)
- Batteria Aerei Teleguidati (B.A.T.)
- Componente Aerea:
  - Squadrone Aerei Leggeri (S.A.L.), dotata di O-1E
  - Squadrone Elicotteri, dotata di AB 205
  - Squadrone Manutenzione

Nel 1976 nel Gr.Ac.O. avvenne una nuova ristrutturazione:
- Batteria Comando e Servizi (B.C.S.)
- Batteria Acquisizione Obiettivi (B.A.O.) "Pipistrelli" (circa un centinaio di uomini);
- Batteria Aerei Teleguidati (B.A.T.)
- Componente Aviazione Leggera dell'Esercito (A.L.E.)
  - 398º Squadrone Aerei Leggeri
  - 598º Squadrone Elicotteri Multiruolo
  - Squadrone Manutenzione Aerei Leggeri

Agli Squadroni venne fissato come nominativo di chiamata radio "Rosa", e viene assegnato al Gr.Ac.O. lo STANAG 5513.

Nella primavera 1976 il 398º Squadrone Aerei Leggeri ricevette gli aerei leggeri SM 1019.

Nel 1977 la Batteria Aerei Teleguidati (B.A.T.) era equipaggiata con i nuovi ricognitori teleguidati (drone) AN/USD-501 (U.A.V. Unmanned Aerial Vehicle Canadair CL-89b "Midge").

Lancio di un drone Canadair CL-89 della Batteria Aerei Teleguidati del 13° GRACO durante un'esercitazione NATO in Sardegna nel 1980 circa

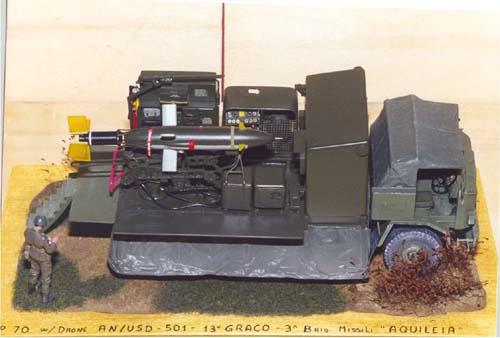
Modello in scala dell'autocarro CP70 con un drone collocato nella parte posteriore.

### Ultimi Anni e Dissoluzione
Dal 28 novembre 1977 il Gr.Ac.O. era componente della 3ª Brigata Missili "Aquileia" ed il 30 novembre 1985, con ordine del Protocollo nº 135/151 del 24 luglio 1985 dell'Ufficio Ordinamento del I Reparto dello Stato Maggiore dell'Esercito, perse la sua Componente Aviazione Leggera, mentre il 10 marzo 1990 ricevette la Bandiera di Guerra.
Il 1º dicembre 1991 passò alle dipendenze del 3º Reggimento artiglieria "Aquileia" fino al 28 settembre 1992 quando passò poi alle dipendenze del Comando Artiglieria del 5º Corpo d'Armata.
Il 31 luglio 1993 la Batteria Aerei Teleguidati passò al 41º Gruppo specialisti artiglieria "Cordenons" a Casarsa della Delizia nella Caserma "Trieste" e la Batteria Acquisizione Obiettivi "Pipistrelli" diventò autonoma nell'ambito del Comando Artiglieria del 5º Corpo d'Armata.
Il Gr.Ac.O., oramai ridotto a quadro con la sola Batteria Comando e Servizi, fu sciolto il 30 settembre 1993 e la Bandiera di Guerra portata al Vittoriano il 10 novembre 1993.

### Vicende Post-Dissoluzione della Batteria Aquisizione Obiettivi "Pipistrelli"
Il 30 settembre 1993 la Batteria Acquisizione Obiettivi "Pipistrelli" autonoma venne riorganizzata in Reparto L.R.R.P. - Long Range Reconnaissance Patrol in Montorio Veronese presso la Caserma "M.O.V.M. Giovanni Duca", con un organico di circa 20 uomini.
Il 24 giugno 1995 il Reparto L.R.R.P. - Long Range Reconnaissance Patrol, riordinato in Compagnia L.R.R.P. - Long Range Reconnaissance Patrol, entrò a far parte del 9º Reggimento d’Assalto Paracadutisti "Col Moschin" (Livorno, Caserma “Vannucci”) della Brigata Paracadutisti "Folgore", dove rimase fino al luglio 2003.
Nello stesso mese del 2003 venne estratta dal 9º Reggimento e divenne la 4ª Batteria Long Range Reconnaissance Patrol del 185º Reggimento Artiglieria Terrestre (Paracadutisti Acquisizione Obiettivi) "Folgore" della Brigata Paracadutisti "Folgore".
Unità creata il 31 agosto 2000 a Livorno presso la Caserma "Carlo Pisacane", per trasformazione del preesistente 185º Reggimento Artiglieria Paracadutisti "Folgore", destinato a raccogliere l'eredità e le funzioni dei paracadutisti del Battaglione Aquisizione Obiettivi. 
Il reggimento era così strutturato:
- 1º Gruppo Acquisizione Obiettivi (G.A.O.) 
  - Batteria Comando e Servizi (B.C.S.) "Leoni"
  - 1º Batteria Acquisizione Obiettivi (B.A.O.) “Draghi”
  - 2º Batteria Acquisizione Obiettivi “Le Aquile”
  - 3º Batteria Acquisizione Obiettivi “Diavoli”
  - 4ª Batteria Long Range Reconnaissance Patrol (aggiunta nel Luglio 2003)

Nel 2004 prese il nome di 4ª Batteria Ricognizione a Lungo Raggio "L.R.R.P.".

### Vicende Post-Dissoluzione della Batteria Aerei Teleguidati
La Batteria Aerei Teleguidati seguì le sorti del 41º Gruppo specialisti artiglieria "Cordenons" a Casarsa della Delizia nella Caserma "Trieste".

### Eredità
Il 28 giugno 2005, nell'ambito della Brigata R.I.S.T.A.-I.E.W. (Reconnaissance, Intelligence, Surveillance, Target Acquisition – Intelligence and Electronic Warfare), con sede ad Anzio nella Caserma "Santa Barbara", venne costituito il 13º Battaglione "Aquileia" al quale, nello stesso giorno, venne riconsegnata la Bandiera di Guerra del 13º Gruppo Acquisizione Obiettivi "Aquileia" (Gr.Ac.O.).

## L'addestramento

Operatore del 13º Gruppo Acquisizione Obiettivi "Aquileia" (Gr.Ac.O.), BAO, della 3ª Brigata missili "Aquileia" di Portogruaro.

L'addestramento del Gr.Ac.O. era complesso, atipico e spiccatamente specializzato; oltre al normale addestramento comune, all'impiego di automezzi e mezzi delle trasmissioni si caratterizzava:
- per gli acquisitori di obiettivi con:
  - abilitazione al lancio con paracadute e ripiegamento degli stessi paracadute
  - tecnica della caduta libera, penetrazione sottovela con lanci da alta quota e paracadute ad elevata spinta, per Ufficiali e Sottufficiali paracadutisti
  - aviolanci da aereo e da elicottero con frequenza quindicinale
  - conoscenza dei mezzi dei principali eserciti del mondo e relativo impiego
  - abilitazione alla trasmissioni contratte
  - movimento soprattutto notturno, in ambiente vario, controllato dal nemico
  - abilitazioni al movimento con tecniche specifiche: nuoto, voga con canoe navigazione con battelli a motore, sci, roccia
  - sopravvivenza in territorio controllato dal nemico
  - esercitazioni di sorveglianza ed acquisizione obiettivi nei vari ambienti
- per il sistema di aerei (droni) con:
  - sviluppo fotografico e fotointerpretazione
  - controllo e riparazione di ogni componente del velivolo
  - assiematura dei velivoli e loro approntamento per il lancio
  - servizio alla rampa per il lancio del drone
  - programmazione della rotta di volo
  - operazioni per il recupero del velivolo
  - esercitazioni esterne periodiche con lanci simulati
  - esercitazioni reali semestrali nel Poligono Interforze del Salto di Quirra in Sardegna.

La BAO aveva all'epoca la particolarità di essere l'unico reparto LRRP italiano (escludendo il 9º Reggimento d'assalto paracadutisti "Col Moschin", per cui era uno dei molti compiti), con un organico attorno al centinaio di uomini, di cui solo la metà in servizio permanente, i restanti di leva. Mentre i quadri provenivano dalla "Folgore" e restavano all'unità per anni, molto minore era il tempo in cui addestrare l'acquisitore di leva. I giovani di leva dovevano completare una prima fase di due mesi alla SMIPAR di Pisa, seguito da un corso di specializzazione direttamente alla BAO di 8 settimane. Seguivano approfondimenti ed esercitazioni, ma i 12 mesi erano troppo pochi per garantire operatività al personale di leva: ad esempio gli aviolanci erano in media 20/25 alla fine dell'anno di cui solo 3/4 notturni, che non garantivano uno standard elevato. Diversa la preparazione del personale in servizio permanente che frequentava anche la scuola LRRP NATO di Weingarten (International Long Range Reconnaissance Patrol School Working Group (ILRRPS)).

## Le denominazioni

Stemma della Batteria Acquisizione Obiettivi (BAO) del 13° GRACO

### III Brigata Missili
- 1-10-1959 – 1-7-1960 = Distaccamento (Squadra) Speciale Paracadutisti Acquisizione Obiettivi (Portogruaro)
- 1-7-1960 – 1-8-1960 = 1ª Compagnia Ricognizione e Sorveglianza (Portogruaro)
- 1-8-1960 – 1-1-1961 = Battaglione Acquisizione Obiettivi (Vicenza)
- 1-1-1961 – 1-9-1962 = XIII Gruppo Artiglieria da Ricognizione (Vicenza)
- 1-9-1962 – 1-9-1973 = XIII Gruppo Acquisizione Obiettivi Gr.Ac.O. (Vicenza, Boscomantico, Montorio Veronese, Verona)
- 1-9-1973 – 1-10-1975 = XIII Gruppo Ricognizione ed Acquisizione Obiettivi (Verona, Boscomantico)
- 1-10-1975 – 28-11-1977 = 13º Gruppo Acquisizione Obiettivi “Aquileia” (Verona, Boscomantico)

### 3ª Brigata Missili “Aquileia”
- 28-11-1977 – 1-12-1991 = 13º Gruppo Acquisizione Obiettivi “Aquileia” (Verona, Boscomantico)

### 3º Reggimento Artiglieria “Aquileia”
- 1-12-1991 – 28-9-1992 = 13º Gruppo Acquisizione Obiettivi “Aquileia” (Verona)

## I Comandanti
- 1960-1962: Cap. Giulio C. Bertazzoni
- 1962-1963: Cap. Carlo Surrentino
- 1963-1964: Ten.Col. Mario Alvino
- 1964-1966: Magg. Giuseppe Centrella
- 1966-1968: Ten.Col. Demetrio Rappa
- 1968-1971: Ten.Col. Domenico Stefanello
- 1971-1974: Ten.Col. Franco Barbano
- 1974-1976: Ten.Col. Franco Vecchi
- 1976-1977: Ten.Col. Pasquale Capussela
- 1977-1978: Ten.Col. Ugo De Matteis
- 1978-1980: Ten.Col. Gianni Buttazzoni
- 1980-1981: Ten.Col. Enrico Sica
- 1981-1982: Ten.Col. Marcello Bartolini
- 1982-1983: Ten.Col. Pietro Verna
- 1983-1985: Ten.Col. Giuseppe Aquili
- 1985-1987: Ten.Col. Silvano Turchetti
- 1987-1989: Ten.Col. Tommaso Mancini
- 1989-1991: Ten.Col. Luciano Rapanà
- 1991-1992: Ten.Col. Stelio Luciano
- 1992-1993: Ten.Col. Giovanni Bernardi